# Deficiencia de células T
La deficiencia de células T es una deficiencia de un tipo de linfocito las células T, causada por una función disminuida de las células T individuales, lo que provoca una inmunodeficiencia de la inmunidad mediada por células. La función normal de las células T es ayudar con la inmunidad del cuerpo humano, son uno de los dos tipos principales de linfocitos (el otro tipo son las células B de la inmunidad humoral). 

## Síntomas y signos
Las presentaciones difieren según las causas, pero la insuficiencia de células T generalmente se manifiesta como infecciones virales comunes inusualmente graves (virus respiratorio sincitial, rotavirus), diarrea y erupciones eccematosas o eritrodermatosas. El retraso del crecimiento y la caquexia son signos posteriores de una deficiencia de células T.

## Mecanismo
Las células T son un tipo de glóbulo blanco que tiene un papel importante en la inmunidad, formados a partir de timocitos. El trastorno parcial de las células T ocurre debido a defectos de señalización celular, generalmente causados por defectos genéticos hipomórficos. La (micro)deleción de 22Q11.2 es la que se observa con mayor frecuencia.

### Patógenos de preocupación
Los principales patógenos que preocupan en las deficiencias de células T son los patógenos intracelulares, incluidos el virus del herpes simple, Mycobacterium y Listeria. Además, las infecciones fúngicas intracelulares también son más comunes y graves en las deficiencias de células T. Otros patógenos intracelulares de gran preocupación en la deficiencia de células T son:
- Mycobacterium avium intracellulare[9]
- Salmonella[9]
- Rhodococcus equi[9]
- Pneumocystis jirovecii[9]
- Toxoplasma gondii[9]
- Cryptosporidium parvum[9]
- Leishmania[9]
- Herpesviridae (herpes simplex, cytomegalovirus y varicella zoster)[9]
- Cryptococcus neoformans[9]
- Histoplasma capsulatum[9]

## Diagnóstico
Se puede determinar mediante:
- Prueba cutánea de hipersensibilidad retardada
- Recuento de células T
- Detección mediante cultivo (infección)

### Tipos

#### Primaria o secundaria

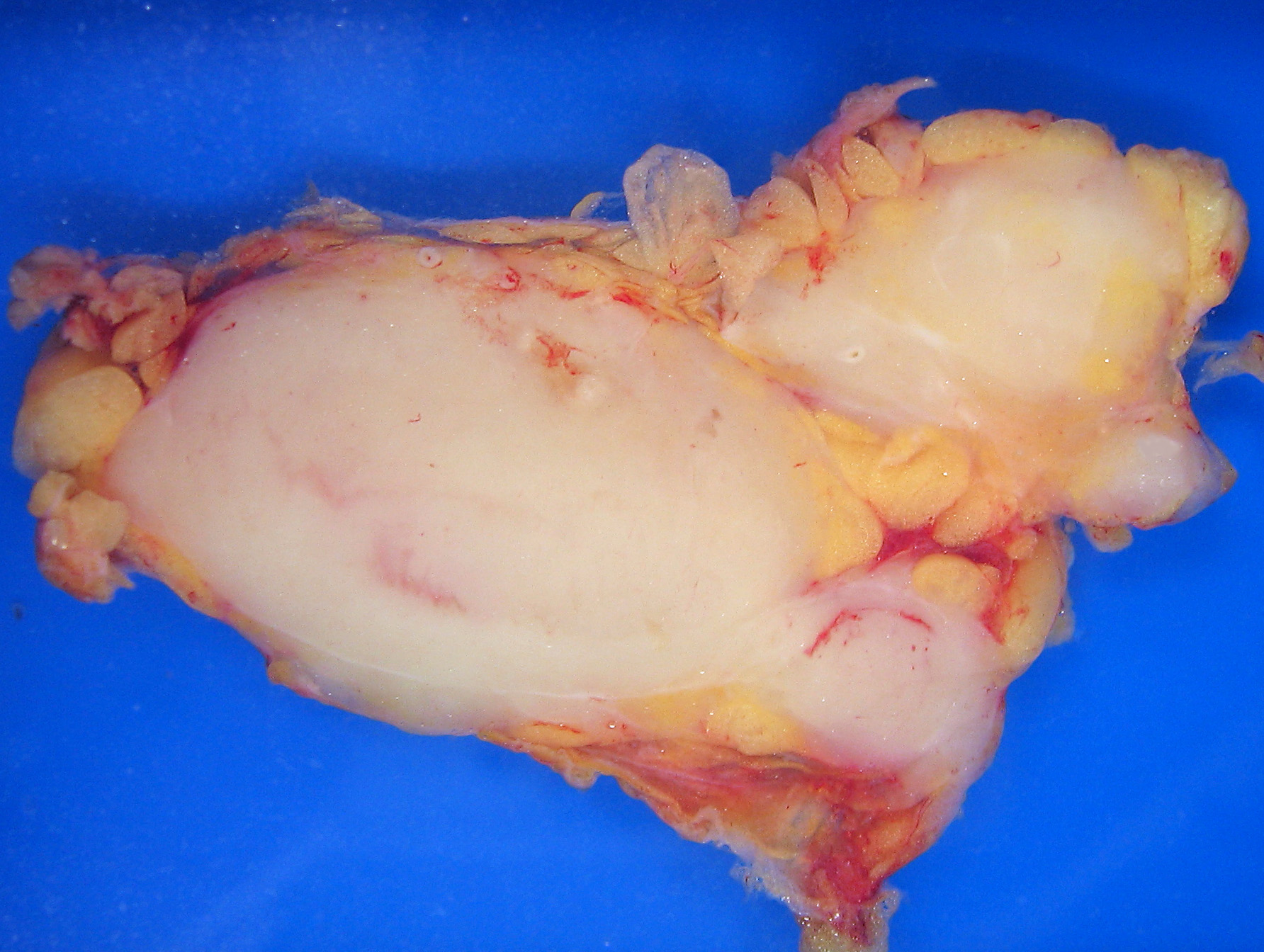
Linfoma

- Las inmunodeficiencias primarias (o hereditarias) de las células T incluyen algunas que causan una insuficiencia completa de las células T, como la inmunodeficiencia combinada grave (SCID), el síndrome de Omenn y la hipoplasia de cartílago-cabello.[1]
- Las causas secundarias son más comunes que las primarias.[9] Las causas secundarias (o adquiridas) son principalmente:[9]

- SIDA
- Quimioterapia contra el cáncer
- Linfoma
- Terapia con glucocorticoides

##### Deficiencia total o parcial
- La insuficiencia completa de la función de las células T puede deberse a afecciones hereditarias (también llamadas afecciones primarias), como la inmunodeficiencia combinada grave (SCID), el síndrome de Omenn y la hipoplasia de cartílago-cabello.[1]
- Las insuficiencias parciales de la función de las células T incluyen el síndrome de inmunodeficiencia adquirida (SIDA) y afecciones hereditarias como el síndrome de DiGeorge (DGS), los síndromes de rotura cromosómica (CBS) y los trastornos combinados de células B y T como la ataxia-telangiectasia (AT) y el síndrome de Wiskott-Aldrich (WAS).[1]

## Tratamiento

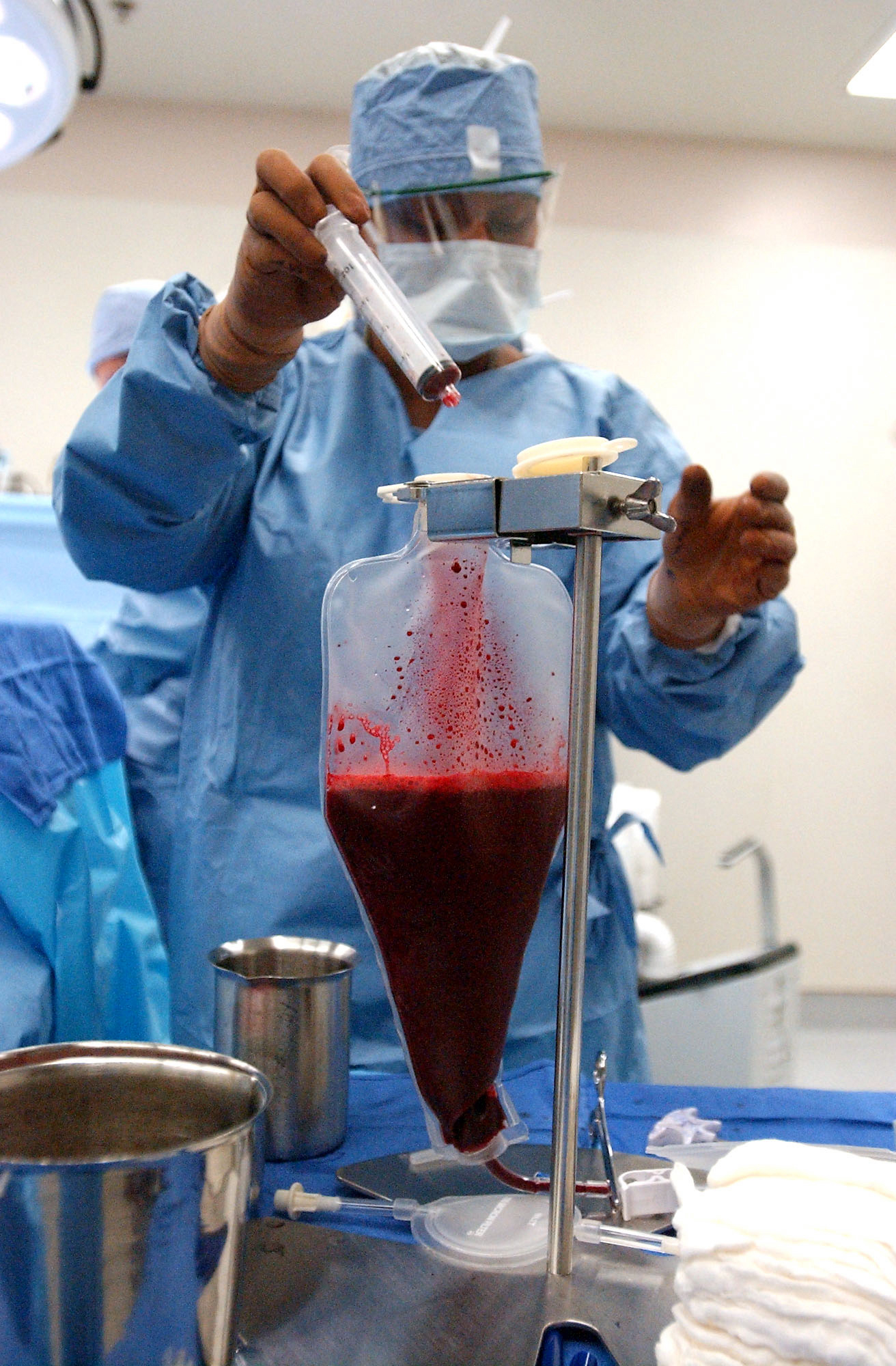
Médula ósea recolectada en preparación para el trasplante

Se puede aplicar lo siguiente:
- Vacunas muertas
- Trasplante de médula ósea
- Reemplazo de inmunoglobulina
- Terapia antiviral
- Nutrición suplementaria